# Bettine Jahn

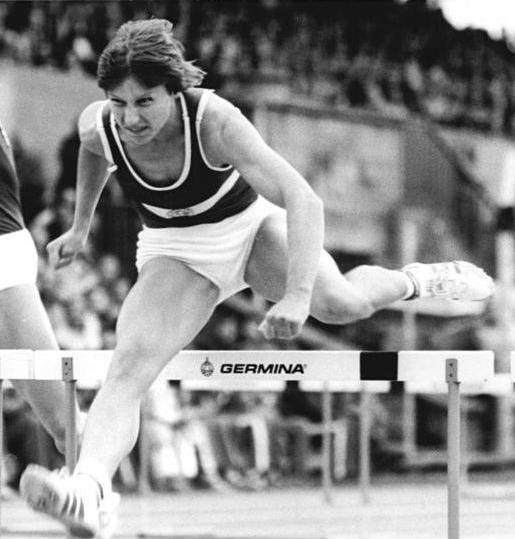
Bettine Jahn gewinnt 1983 bei den DDR-Meisterschaften vor Kerstin Knabe

Bettine Jahn (geb. Gärtz; * 3. August 1958 in Magdeburg) ist eine ehemalige deutsche Leichtathletin und Olympiateilnehmerin, die – für die DDR startend – bei den Weltmeisterschaften 1983 in Helsinki die Goldmedaille im 100-Meter-Hürdenlauf gewann.

## Leben
Sie startete bei den Olympischen Spielen 1980 in Moskau und wurde dort Siebte. 1982 wurde sie Halleneuropameisterin in Mailand über 60 Meter Hürden und erreichte im Freien bei den Europameisterschaften in Athen Platz vier. Im Jahr darauf konnte Jahn in Budapest ihren Europameistertitel in der Halle verteidigen. In Helsinki wurde sie dann Weltmeisterin (12,35 s, mit Windunterstützung). Außerdem siegte sie in diesem Jahr beim Europacup in London und stellte am 8. Juni 1983 in Berlin in 12,42 s den bis heute gültigen deutschen Rekord auf (Stand 06/2025).
An den Olympischen Spielen 1984 in Los Angeles konnte sie wegen des Boykotts der DDR nicht teilnehmen. 1985 wurde sie Mutter einer Tochter. Sie versuchte ein Comeback, aber ohne größere Erfolge. 1988 beendete sie ihre aktive Laufbahn. Bettine Jahn startete für den SC Karl-Marx-Stadt und trainierte bei Claus Eidam und Bernd Schubert. In ihrer Wettkampfzeit war sie 1,70 m groß und wog 61 kg.
In den nach der Wende öffentlich gewordenen Unterlagen zum Staatsdoping in der DDR fand sich bei den gedopten Sportlerinnen auch der Name von Jahn. 1997 gab sie während einer Zeugenvernehmung im Vorfeld des Ewald/Höppner-Prozesses an, dass 1977/1978 ein Gespräch mit ihrem Trainer Eidam stattfand, der ihr erklärt habe, ohne leistungsfördernde Medikamente hätte man keine Chance, Weltniveau zu erreichen. Sie habe sich dann freiwillig und ohne Zwang selbst dafür entschieden, diese Mittel zur Leistungssteigerung einzunehmen. 1983 – also im Jahre ihres deutschen Rekordes – habe sie auch in der unmittelbaren Vorbereitung auf den Jahreshöhepunkt (WM in Helsinki im August 1983) Injektionen erhalten.
Jahn studierte zunächst Textiltechnik in Chemnitz und schloss 1991 mit dem Diplom ab. Sie fand nach dem Ende der DDR angesichts des Niedergangs der sächsischen Textilindustrie keine Arbeit und wechselte ins Bankgewerbe. Dort wurde sie Filialleiterin in Chemnitz.

## Auszeichnungen (Auswahl)
- 1984: Vaterländischer Verdienstorden in Gold